# Joyce Van Patten
Joyce Van Patten (* 9. März 1934 in New York City) ist eine US-amerikanische Theater- und Filmschauspielerin.

## Leben
Joyce Van Patten wurde von ihrer Mutter bereits mit fünf Monaten zusammen mit ihrem Bruder Dick zu Castings geschickt. Mit acht Jahren trat sie im Radio auf und spielte in der Broadwayproduktion Love’s Old Sweet Song. Wenig später hatten sie und ihr Bruder Nebenrollen in den Filmen Reg’lar Fellers und The Wind Is Ninety. Es folgten in den 1950er Jahren Auftritte in zahlreichen Theaterstücken, so z. B. in The Desk Set, A Hole in the Head, The Male Animal und The Tender Trap. Häufig spielte sie dabei zusammen mit ihrem Bruder Dick.
Ihre Filmkarriere begann zunächst mit kleinen Rollen. So hatte sie eine stumme Rolle in Vierzehn Stunden und eine kleine Nebenrolle in Die Göttin. Es folgte Ende der 50er ein Fernsehauftritt in der Seifenoper Jung und Leidenschaftlich – Wie das Leben so spielt. Ihr Primetime-Debüt hatte sie als regelmäßiger Gast in der Danny-Kaye-Show. Nach vier Staffeln beendete sie ihr Arrangement, um in der Sitcom The Good Guys an der Seite von Bob Denver und Herb Edelman zu spielen. Sie verkörperte Edelmans Ehefrau Claudia Gramus. Es folgten Gastauftritte in zahlreichen Fernsehserien und Filmen. Zu den bekanntesten im US-Fernsehen gehörten Die Andy Griffith Show, Die Unbestechlichen und die Bob-Newhart-Show.
In Deutschland sah man sie unter anderem bei Auftritten in Detektiv Rockford – Anruf genügt, Perry Mason, Columbo sowie Law & Order.  Einem breiteren Publikum wurde sie hierzulande ab 1995 als Maureen Slattery in der Sitcom Auf schlimmer und ewig bekannt. Während der ersten beiden Staffeln spielte sie die drogensüchtige und übellaunige Schwiegermutter des Gebrauchtwagenhändlers Jack Malloy. Später war sie in zwei Episoden der Serie Desperate Housewives als Carol Prudy zu sehen. Neben ihrer Fernsehkarriere arbeitete sie regelmäßig in Broadwayproduktionen wie z. B. Brighton Beach Memoirs, Rumors und Rabbit Hole.
Van Patten war insgesamt dreimal verheiratet. Ihre erste, im Alter von 16 Jahren geschlossene Ehe hielt nur kurze Zeit. Aus ihr ging ein Sohn hervor. Von 1959 bis 1962 war sie mit dem Schauspieler Martin Balsam verheiratet; ihre gemeinsame Tochter ist die Schauspielerin Talia Balsam. Nach der Scheidung heiratete sie den Regisseur und Schauspieler Dennis Dugan, doch auch diese Ehe scheiterte.
Van Pattens Bruder Dick Van Patten war ebenfalls Schauspieler. Auch ihr Halbbruder Tim Van Patten, ihre Schwägerin Pat Van Patten, ihre Neffen Vincent, Nels und James Van Patten sowie ihr Schwiegersohn John Slattery arbeiten im Filmgeschäft.

## Filmografie
- 1951: Vierzehn Stunden (Fourteen Hours)
- 1958: Die Göttin (The Goddess)
- 1959–1960: Young Dr. Malone (Fernsehserie)
- 1968: Lass mich küssen deinen Schmetterling (I Love You, Alice B. Toklas)
- 1968–1970: The Good Guys (Fernsehserie, 42 Episoden)
- 1969: Spoon River (Fernsehfilm)
- 1969: Immer Ärger mit den Mädchen (The Trouble with Girls)
- 1970: Pusycat, Pussycat – I Love You
- 1970: But I Don't Want to Get Married! (Fernsehfilm)
- 1971: Making It
- 1971: El Capitano (Something Big)
- 1972: The Bravos (Fernsehfilm)
- 1972: Bone
- 1972: Thumb Tripping
- 1974: Mame
- 1974: Winter Kill (Fernsehfilm)
- 1974: Die Saat des Alien (The Stranger Within, Fernsehfilm)
- 1974: Columbo: Momentaufnahme für die Ewigkeit (Negative Reaction, Fernsehreihe)
- 1975: For the Use of the Hall (Fernsehfilm)
- 1975: Let’s Switch! (Fernsehfilm)
- 1975: The Manchu Eagle Murder Caper Mystery
- 1975: Winner Take All (Fernsehfilm)
- 1976: Die Bären sind los (The Bad News Bears)
- 1976: Mikey und Nicky (Mikey and Nicky)
- 1976: Columbo: Bei Einbruch Mord (Old Fashioned Murder)
- 1978: The Plant Family (Fernsehfilm)
- 1978: To Kill a Cop (Fernsehfilm)
- 1978: Murder at the Mardi Gras (Fernsehfilm)
- 1978: The Comedy Company (Fernsehfilm)
- 1979: The Mary Tyler Moore Hour (Fernsehserie, 11 Episoden)
- 1979: You Can’t Take It with You (Fernsehfilm)
- 1980: Die Marschroniken (The Martian Chronicles, Dreiteiler, drei Episoden)
- 1981: Bulba (Fernsehfilm)
- 1982: Eleanor, First Lady of the World (Fernsehfilm)
- 1982: Bus Stop (Fernsehfilm)
- 1983: Another Woman’s Child (Fernsehfilm)
- 1983: Brian – Die Höllenfahrt eines Besessenen (The Demon Murder Case, Fernsehfilm)
- 1983: Misshandelte Kinder – Sie brauchen nichts als Hilfe (In Defense of Kids, Fernsehfilm)
- 1985: Der Falke und der Schneemann (The Falcon and the Snowman)
- 1985: Verrücktes Hollywood (Malice in Wonderland, Fernsehfilm)
- 1985: St. Elmo’s Fire – Die Leidenschaft brennt tief (St. Elmo’s Fire)
- 1985: Picking Up the Pieces (Fernsehfilm)
- 1986: Under the Influence (Fernsehfilm)
- 1986: Billy Galvin
- 1987: Blind Date – Verabredung mit einer Unbekannten (Blind Date)
- 1988: Der Affe im Menschen (Monkey Shines)
- 1989: Trust Me
- 1991: Haus der lebenden Toten (The Haunted, Fernsehfilm)
- 1992: Mädchen für alle Fälle (Maid for Each Other, Fernsehfilm)
- 1994: Maggie, Maggie! (Breathing Lessons, Fernsehfilm)
- 1994: … und Hoffnung auf Liebe (The Gift of Love, Fernsehfilm)
- 1994: Grandpa’s Funeral (Kurzfilm)
- 1995–1996: Auf schlimmer und ewig (Unhappily Ever After, 34 Episoden)
- 1996: Jakes Frauen (Jake’s Women, Fernsehfilm)
- 1996: Eine Liebe für die Unendlichkeit (Infinity)
- 1998: Show & Tell
- 2006: My Mother’s Hairdo (Kurzfilm)
- 2008: Marley & Ich (Marley & Me)
- 2010: Kindsköpfe (Grown Ups)
- 2011: Cheyenne – This Must Be the Place (This Must Be the Place)
- 2011: Peace, Love, & Misunderstanding
- 2012: The Fitzgerald Family Christmas
- 2013: Angel’s Perch
- 2014: God’s Pocket
- 2018: Diane

### Gastauftritte (Auswahl)
- 1948: The Philco Television Playhouse (eine Episode)
- 1950: Armstrong Circle Theatre (eine Episode)
- 1962: Kein Fall für FBI (The Detectives, eine Episode)
- 1963: Preston & Preston (The Defenders, eine Episode)
- 1963: Alfred Hitchcock zeigt (The Alfred Hitchcock Hour, eine Episode)
- 1963: Rauchende Colts (Gunsmoke, Fernsehserie, eine Episode)
- 1963: Die Unbestechlichen (The Untouchables, eine Episode)
- 1963: Twilight Zone (The Twilight Zone, eine Episode)
- 1963, 1965: Perry Mason (zwei Episoden)
- 1964: The Outer Limits (eine Episode)
- 1965: Die Leute von der Shiloh Ranch (The Virginian, eine Episode)
- 1967: Immer wenn er Pillen nahm (Mr. Terrific, eine Episode)
- 1967: Andy Griffith Show (The Andy Griffith Show, eine Episode)
- 1967, 1973: Mannix (zwei Episoden)
- 1970: Lieber Onkel Bill (Family Affair, eine Episode)
- 1970: Männerwirtschaft (The Odd Couple, eine Episode)
- 1970, 1972: Hawaii Fünf-Null (Hawaii Five-0, zwei Episoden)
- 1971: FBI (The F.B.I., eine Episode)
- 1972: Ein Sheriff in New York (McCloud, eine Episode)
- 1972: The Don Rickles Show (eine Episode)
- 1972: Cannon (eine Episode)
- 1973: Die Straßen von San Francisco (The Streets of San Francisco, eine Episode)
- 1973: The New Dick van Dyke Show (eine Episode)
- 1974: Owen Marshall – Strafverteidiger (Owen Marshall: Counselor at Law, eine Episode)
- 1977: Eine amerikanische Familie (Family, eine Episode)
- 1977: Lou Grant (eine Episode)
- 1977: Detektiv Rockford – Anruf genügt (The Rockford Files, zwei Episoden)
- 1979: Boomer, der Streuner (Pilotfilm: Boomer's Weihnachtsfest) als "Lila Manchester"
- 1986: Unglaubliche Geschichten (Amazing Stories, eine Episode)
- 1993: Diagnose: Mord (Diagnosis Murder, eine Episode)
- 1993: Law & Order (eine Episode)
- 1994: Ausgerechnet Alaska (Northern Exposure, eine Episode)
- 1999: Ein Hauch von Himmel (Touched By An Angel, eine Episode)
- 2002: New York Cops – NYPD Blue (NYPD Blue, eine Episode)
- 2002: Die Sopranos (The Sopranos, eine Episode)
- 2002–2003: Für alle Fälle Amy (Judging Amy, zwei Episoden)
- 2005: Desperate Housewives (zwei Episoden)
- 2005: Without a Trace – Spurlos verschwunden (Without a Trace, eine Episode)
- 2011: Good Wife (The Good Wife, eine Episode)